# Bocchoris amandalis
Bocchoris amandalis là một loài bướm đêm trong họ Crambidae.